# 柳順汀

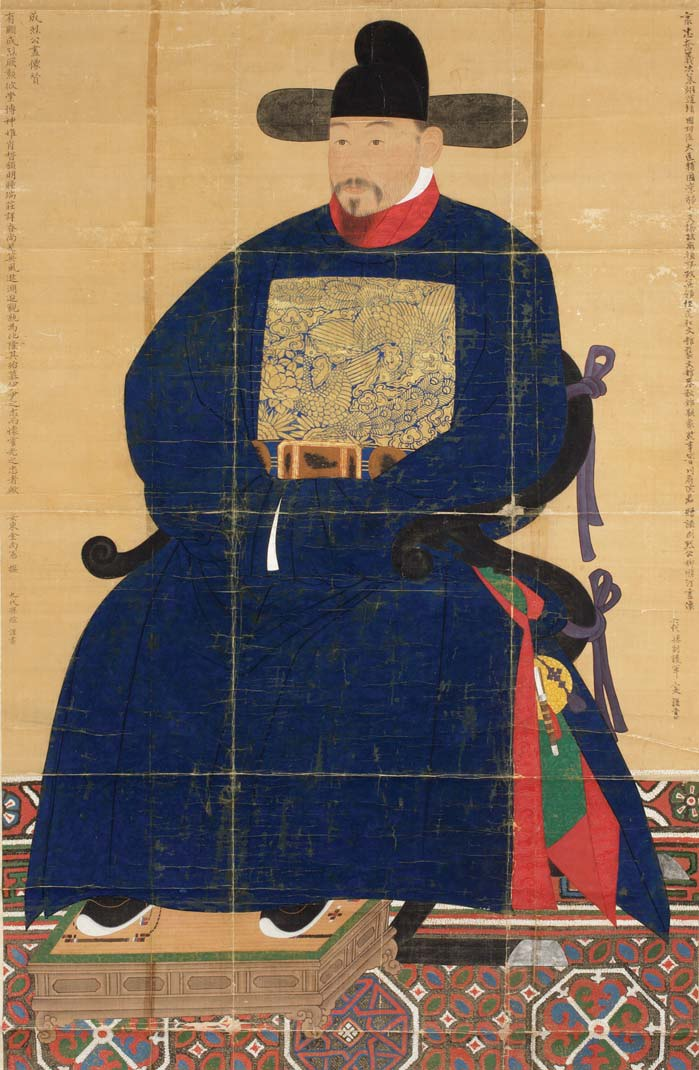
柳順汀

柳順汀（：／，1459年—1512年），字智翁（지옹），本貫晉州柳氏，朝鮮王朝文臣和朱子學者，中宗反正的主勳人物之一。他也是參與中宗反正的朝鮮性理學者代表人物及1512年的領議政，諡武安、文定。金宗直的門人。

## 外部連結
- [이광형의 ‘문화재 속으로’] (77) 중종반정의 주역 류순정 초상화[永久] 국민일보 2011.07.17 